# Karl Leopold Strauven
Karl Leopold Strauven (* 7. November 1814 in Düsseldorf; † 25. September 1886 ebenda) war ein Düsseldorfer Notar und Heimatforscher sowie Mitarbeiter der Allgemeinen Deutschen Biographie.

## Leben
Karl Leopold Strauven wurde 1814 als Sohn von Karl Josef Strauven, zuletzt Regierungssekretär in Düsseldorf, aus Goch stammend, und Maria Theresa Custodis geboren. Sein Geburtshaus war das damalige Haus Nr. 24 auf der Flinger Straße. Er hatte zwei Geschwister, den Bruder Adolf und die Schwester Katharina. Er besuchte in Münster das Gymnasium und studierte anschließend Rechtswissenschaft, ebenfalls in Münster. Nach dem Studium arbeitete er als königlich preußischer Notar, zuerst in Wermelskirchen, danach in Mettmann und ab 1860 in Düsseldorf. Sein Notariat war anfangs auf der Bilker Straße 34 und später auf der Königsallee 32.
1840 heiratete er Isabella Pauli und hatte mit ihr sieben Kinder. Einer seiner Kinder war der Sohn Karl Friederich, der sich ebenfalls als Heimatforscher betätigte und 1913 starb.
Neben seiner Tätigkeit als Notar war Karl Leopold nebenberuflich engagierter Heimatforscher. Besonders interessiert war er an der Geschichte des ehemaligen Herzogtums Berg und der Stadt Düsseldorf. 1856 wurde er Mitglied im Historischen Verein und ab 1882 zusammen mit seinem Bruder Adolf Mitglied im Düsseldorfer Geschichtsverein. Weiterhin war er auch Mitglied im Bergischen Geschichtsverein. 1884 wurde er – bereits schwer erkrankt – stellvertretender Vorsitzender des Düsseldorfer Geschichtsvereins. Dies war er aber wegen seines baldigen Todes nur kurzzeitig. Schwerpunkte der Tätigkeit Strauvens waren die Sammlung alter Urkunden, Verdienste um den Ausbau des Historischen Museums in Düsseldorf, das Verfassen diverser Bücher, die im nachfolgenden Kapitel aufgelistet sind, und Artikel über historische Themen zur Düsseldorfer und bergischen Geschichte in Fachzeitschriften und Zeitungen sowie Vorträge vor historischen Vereinen in der Rheinprovinz.
Am 25. November 1886 starb Karl Leopold nach längerer schwerer Erkrankung. Sein Nachlass, die von ihm gesammelten geschichtlichen Dokumenten und Notizen, wurde am 30. April 1913 über das Antiquariat Rüntz vom Düsseldorfer Heimatarchiv erworben.

## Werke
Wie bereits angeführt schrieb er längere Abhandlungen zur Heimatgeschichte, die teilweise in Buchform auch veröffentlicht wurden. Weiterhin sammelte er historische und aktuelle Urkunden, zum Teil zu Regesten zusammengefasst. Nachfolgend eine Auflistung der Regesten, Veröffentlichungen und Bücher:
- Chronik von Düsseldorf mit einem Urkundenbuch von der Stadt Düsseldorf[Anm. 3]
- 2 Urkunden über den Bau der Abteikirche Altenberg
- Gefangennahme des Herzogs Wilhelm von Berg durch seinen Sohn, den Grafen Adolf von Ravensberg 1403
- Über künstlerisches Leben und Wirken in Düsseldorf bis zur Düsseldorfer Maler-Schule unter Direktor Schadow, 1862
- Geschichte des Schlosses zu Düsseldorf, März 1872
- Historische Nachrichten über Benrath, 1874[Anm. 4]
- Die fürstlichen Mausoleen Düsseldorfs, 1879
- Der Kalvarienberg in der Altstadt an der Lambertus Kirche hier selbst, 1883